# Evangelische Kapelle (Quotshausen)

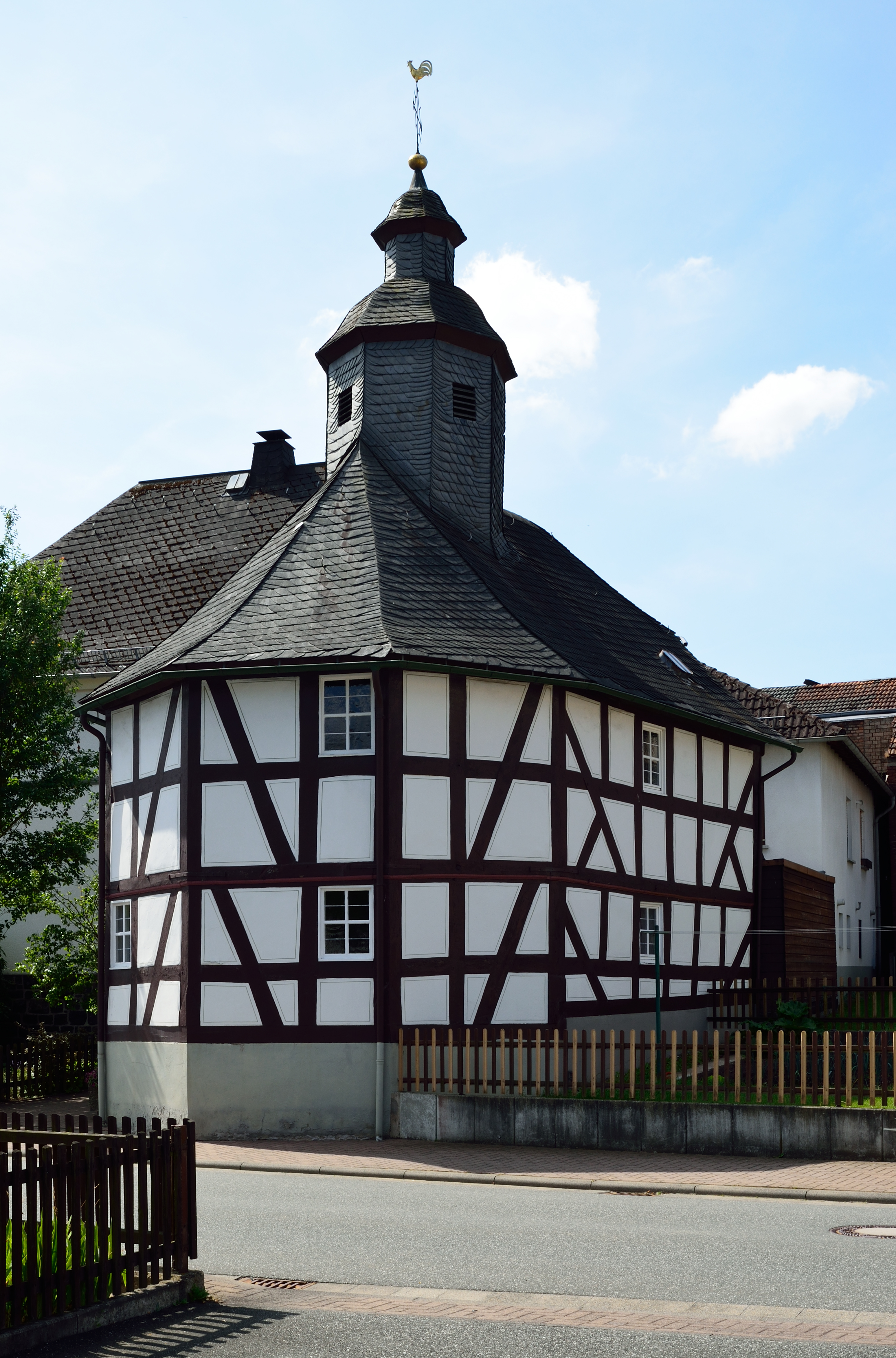
Evangelische Kapelle in Quotshausen

Die evangelische Kapelle Quotshausen ist ein denkmalgeschütztes Kirchengebäude in Quotshausen im Hessischen Hinterland. Die Kapelle gehört zur Kirchengemeinde Wolzhausen-Quotshausen im Dekanat Biedenkopf-Gladenbach in der Propstei Nord-Nassau der Evangelischen Kirche in Hessen und Nassau.

## Beschreibung
Die Fachwerkkirche mit einem vierseitigen Schluss wurde im dritten Viertel des 17. Jahrhunderts gebaut. Aus dem schiefergedeckten Dach erhebt sich ein achteckiger Dachreiter, hinter dessen Klangarkaden sich der Glockenstuhl befindet. Darauf sitzt eine glockenförmige Haube, die von einer Laterne bekrönt wird. 
Der Innenraum hat umlaufende, vierseitige Emporen, die nur für die Kanzel unterbrochen werden. Ihre hölzernen Stützen reichen bis an die Flachdecke. Ihre Brüstungen sind mit Bildern verziert. Eine weitere Stütze trägt den Unterzug in Längsrichtung. Ein hölzerner Chorbogen trennt den Bereich für den Altar. 